# Bútio-de-olhos-brancos
O bútio-de-olhos-brancos (Butastur teesa) é um gavião de tamanho médio, diferente de outras aves do gênero Buteo, encontrado na Ásia Meridional. Os adultos têm a cauda avermelhada, uma íris branca distinta e uma garganta branca com uma faixa mesial escura na borda. A cabeça é marrom e as coberturas medianas da asa superior são claras. Eles não têm as manchas típicas do carpo na parte inferior das asas vistas em outras aves do gênero Buteo, mas todo o revestimento das asas parece escuro em contraste com as penas de voo. Eles ficam sentados em poleiros por períodos prolongados e voam em busca de insetos e pequenas presas vertebradas. São vociferantes na época de reprodução, e várias aves podem ser ouvidas chamando enquanto voam juntas.

## Descrição

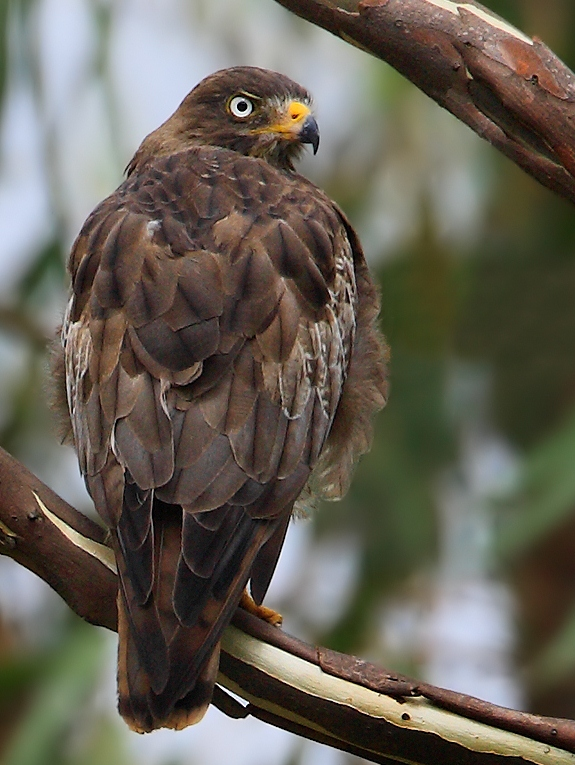
Adulto com aparência pálida das coberturas medianas das asas superiores.

Esse gavião é facilmente identificado por sua íris branca, garganta branca e faixa mesial escura. Às vezes, uma mancha branca é visível na parte de trás da cabeça. Quando empoleirado, a ponta da asa quase alcança a ponta da cauda. As ceres são nitidamente amarelas e a cabeça é escura, com a parte inferior do corpo com listras escuras. Em voo, as asas estreitas parecem arredondadas com pontas pretas nas penas e o revestimento das asas parece escuro. A asa superior em voo mostra uma barra clara sobre o marrom. A cauda rufo é barrada com uma faixa subterminal mais escura. As aves jovens têm a íris marrom, a testa é esbranquiçada e uma listra superciliar larga pode estar presente. A única confusão pode ocorrer em locais onde ele se sobrepõe ao bútio-de-faces-cinzentas [en] (Butastur indicus), cujos adultos têm uma listra superciliar branca característica. Os filhotes são marrom-avermelhados, ao contrário da maioria dos outros filhotes de aves de rapina, que tendem a ser brancos.

## Taxonomia e sistemática
O nome específico teesa é derivado do nome em hindi. A espécie foi descrita com base em espécimes coletados por James Franklin [en], que a colocou no gênero Circus. O nome Butastur foi usado para indicar que ela parecia ser intermediária em termos de caracteres em relação às aves dos gêneros Buteo e Astur, um nome antigo para os gaviões. Estudos de filogenia molecular sugerem que o gênero é um grupo irmão de Buteo e seus parentes dentro da subfamília Buteoninae.

## Distribuição e habitat

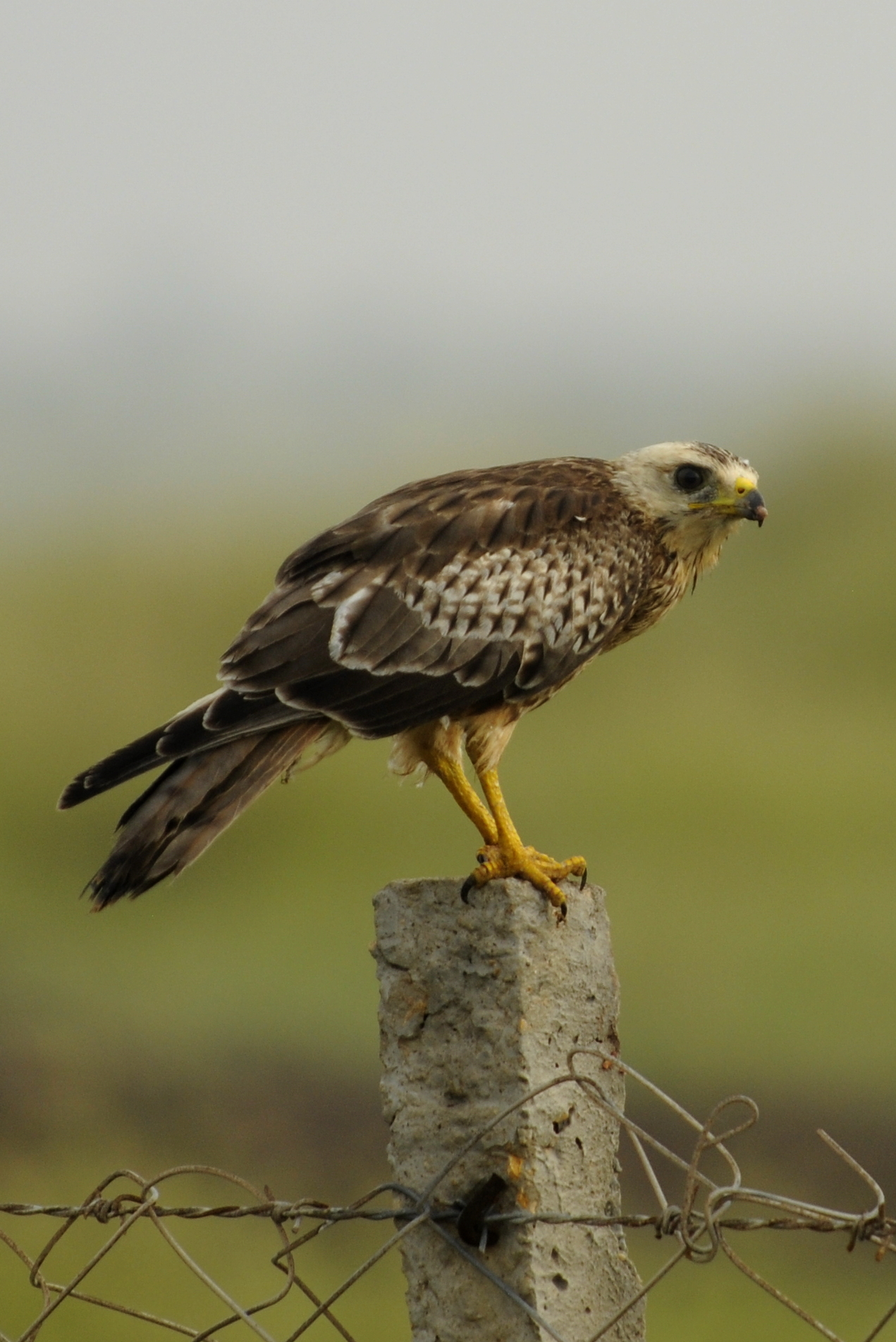
Um pássaro jovem.

Essa espécie é amplamente distribuída no Ásia Meridional, em toda a Índia nas planícies e estendendo-se até 1.000 m no Himalaia. É residente no Irã, Paquistão, Nepal, Bangladesh e Myanmar. Uma forma que possivelmente pertence a essa espécie foi registrada nas Grandes Ilhas da Sonda, na Indonésia, mas essa população é amplamente disjunta e tem penas mais brancas e não marcadas na coxa ou “calças” e no respiradouro, possivelmente representando uma nova forma. Não existe no Sri Lanka e provavelmente não existe nas Ilhas Andamão. É um visitante de verão no nordeste do Afeganistão. É encontrada principalmente nas planícies, mas pode atingir até 1.200 m de altitude no sopé do Himalaia.
O habitat habitual é a floresta seca e aberta ou o cultivo. São numerosos em algumas áreas, mas estão em declínio. Uma pesquisa realizada no final da década de 1950 estimou cerca de 5.000 aves nas proximidades de Délhi, em uma área de cerca de 50.000 km², o que dá uma densidade de 0,1 por quilômetro quadrado.

## Comportamento e ecologia
Essa espécie geralmente é vista voando sozinha em térmicas ou empoleirada. Às vezes, grupos de dois ou três podem ser vistos. Eles têm um canto de miado ou assobio de queda (transcrito como pit-weer) que é repetido quando os pares estão voando. Eles são vociferantes na época de reprodução.
|  | \| \| Butastur teesa \| \| \| \| \| \| Butastur liventer [en] \| \| \| \| |
|  |                                                                           |
|  | Butastur indicus [en]                                                     |
|  |                                                                           |
|  | Butastur teesa                                                            |
|  |                                                                           |
|  | Butastur liventer [en]                                                    |
|  |                                                                           |

|  | Butastur teesa         |
|  |                        |
|  | Butastur liventer [en] |
|  |                        |

|  | \| \| Butastur teesa \| \| \| \| \| \| Butastur liventer [en] \| \| \| \| |
|  |                                                                           |
|  | Butastur indicus [en]                                                     |
|  |                                                                           |
|  | Butastur teesa                                                            |
|  |                                                                           |
|  | Butastur liventer [en]                                                    |
|  |                                                                           |

|  | Butastur teesa         |
|  |                        |
|  | Butastur liventer [en] |
|  |                        |

|  | Buteo        |
|  |              |
|  | Leucopternis |
|  |              |

|  | Geranoaetus     |
|  |                 |
|  | Pseudastur [en] |
|  |                 |

|  | Buteo        |
|  |              |
|  | Leucopternis |
|  |              |

|  | Geranoaetus     |
|  |                 |
|  | Pseudastur [en] |
|  |                 |

|  | Parabuteo |
|  |           |
|  | Rupornis  |
|  |           |

|  | Buteo        |
|  |              |
|  | Leucopternis |
|  |              |

|  | Geranoaetus     |
|  |                 |
|  | Pseudastur [en] |
|  |                 |

|  | Buteo        |
|  |              |
|  | Leucopternis |
|  |              |

|  | Geranoaetus     |
|  |                 |
|  | Pseudastur [en] |
|  |                 |

|  | Parabuteo |
|  |           |
|  | Rupornis  |
|  |           |

|  | Buteo        |
|  |              |
|  | Leucopternis |
|  |              |

|  | Geranoaetus     |
|  |                 |
|  | Pseudastur [en] |
|  |                 |

|  | Buteo        |
|  |              |
|  | Leucopternis |
|  |              |

|  | Geranoaetus     |
|  |                 |
|  | Pseudastur [en] |
|  |                 |

|  | Parabuteo |
|  |           |
|  | Rupornis  |
|  |           |

|  | Buteo        |
|  |              |
|  | Leucopternis |
|  |              |

|  | Geranoaetus     |
|  |                 |
|  | Pseudastur [en] |
|  |                 |

|  | Buteo        |
|  |              |
|  | Leucopternis |
|  |              |

|  | Geranoaetus     |
|  |                 |
|  | Pseudastur [en] |
|  |                 |

|  | Parabuteo |
|  |           |
|  | Rupornis  |
|  |           |

|  | \| \| Buteogallus \| \| \| \| \| \| Cryptoleucopteryx \| \| \| \| |
|  |                                                                   |
|  | Rostrhamus                                                        |
|  |                                                                   |
|  | Buteogallus                                                       |
|  |                                                                   |
|  | Cryptoleucopteryx                                                 |
|  |                                                                   |

|  | Buteogallus       |
|  |                   |
|  | Cryptoleucopteryx |
|  |                   |

|  | \| \| Buteogallus \| \| \| \| \| \| Cryptoleucopteryx \| \| \| \| |
|  |                                                                   |
|  | Rostrhamus                                                        |
|  |                                                                   |
|  | Buteogallus                                                       |
|  |                                                                   |
|  | Cryptoleucopteryx                                                 |
|  |                                                                   |

|  | Buteogallus       |
|  |                   |
|  | Cryptoleucopteryx |
|  |                   |

|  | Ictinia [en] |
|  |              |
|  | Geranospiza  |
|  |              |

|  | \| \| Buteogallus \| \| \| \| \| \| Cryptoleucopteryx \| \| \| \| |
|  |                                                                   |
|  | Rostrhamus                                                        |
|  |                                                                   |
|  | Buteogallus                                                       |
|  |                                                                   |
|  | Cryptoleucopteryx                                                 |
|  |                                                                   |

|  | Buteogallus       |
|  |                   |
|  | Cryptoleucopteryx |
|  |                   |

|  | \| \| Buteogallus \| \| \| \| \| \| Cryptoleucopteryx \| \| \| \| |
|  |                                                                   |
|  | Rostrhamus                                                        |
|  |                                                                   |
|  | Buteogallus                                                       |
|  |                                                                   |
|  | Cryptoleucopteryx                                                 |
|  |                                                                   |

|  | Buteogallus       |
|  |                   |
|  | Cryptoleucopteryx |
|  |                   |

|  | Ictinia [en] |
|  |              |
|  | Geranospiza  |
|  |              |

|  | Buteo        |
|  |              |
|  | Leucopternis |
|  |              |

|  | Geranoaetus     |
|  |                 |
|  | Pseudastur [en] |
|  |                 |

|  | Buteo        |
|  |              |
|  | Leucopternis |
|  |              |

|  | Geranoaetus     |
|  |                 |
|  | Pseudastur [en] |
|  |                 |

|  | Parabuteo |
|  |           |
|  | Rupornis  |
|  |           |

|  | Buteo        |
|  |              |
|  | Leucopternis |
|  |              |

|  | Geranoaetus     |
|  |                 |
|  | Pseudastur [en] |
|  |                 |

|  | Buteo        |
|  |              |
|  | Leucopternis |
|  |              |

|  | Geranoaetus     |
|  |                 |
|  | Pseudastur [en] |
|  |                 |

|  | Parabuteo |
|  |           |
|  | Rupornis  |
|  |           |

|  | Buteo        |
|  |              |
|  | Leucopternis |
|  |              |

|  | Geranoaetus     |
|  |                 |
|  | Pseudastur [en] |
|  |                 |

|  | Buteo        |
|  |              |
|  | Leucopternis |
|  |              |

|  | Geranoaetus     |
|  |                 |
|  | Pseudastur [en] |
|  |                 |

|  | Parabuteo |
|  |           |
|  | Rupornis  |
|  |           |

|  | Buteo        |
|  |              |
|  | Leucopternis |
|  |              |

|  | Geranoaetus     |
|  |                 |
|  | Pseudastur [en] |
|  |                 |

|  | Buteo        |
|  |              |
|  | Leucopternis |
|  |              |

|  | Geranoaetus     |
|  |                 |
|  | Pseudastur [en] |
|  |                 |

|  | Parabuteo |
|  |           |
|  | Rupornis  |
|  |           |

|  | \| \| Buteogallus \| \| \| \| \| \| Cryptoleucopteryx \| \| \| \| |
|  |                                                                   |
|  | Rostrhamus                                                        |
|  |                                                                   |
|  | Buteogallus                                                       |
|  |                                                                   |
|  | Cryptoleucopteryx                                                 |
|  |                                                                   |

|  | Buteogallus       |
|  |                   |
|  | Cryptoleucopteryx |
|  |                   |

|  | \| \| Buteogallus \| \| \| \| \| \| Cryptoleucopteryx \| \| \| \| |
|  |                                                                   |
|  | Rostrhamus                                                        |
|  |                                                                   |
|  | Buteogallus                                                       |
|  |                                                                   |
|  | Cryptoleucopteryx                                                 |
|  |                                                                   |

|  | Buteogallus       |
|  |                   |
|  | Cryptoleucopteryx |
|  |                   |

|  | Ictinia [en] |
|  |              |
|  | Geranospiza  |
|  |              |

|  | \| \| Buteogallus \| \| \| \| \| \| Cryptoleucopteryx \| \| \| \| |
|  |                                                                   |
|  | Rostrhamus                                                        |
|  |                                                                   |
|  | Buteogallus                                                       |
|  |                                                                   |
|  | Cryptoleucopteryx                                                 |
|  |                                                                   |

|  | Buteogallus       |
|  |                   |
|  | Cryptoleucopteryx |
|  |                   |

|  | \| \| Buteogallus \| \| \| \| \| \| Cryptoleucopteryx \| \| \| \| |
|  |                                                                   |
|  | Rostrhamus                                                        |
|  |                                                                   |
|  | Buteogallus                                                       |
|  |                                                                   |
|  | Cryptoleucopteryx                                                 |
|  |                                                                   |

|  | Buteogallus       |
|  |                   |
|  | Cryptoleucopteryx |
|  |                   |

|  | Ictinia [en] |
|  |              |
|  | Geranospiza  |
|  |              |

|  | \| \| Butastur teesa \| \| \| \| \| \| Butastur liventer [en] \| \| \| \| |
|  |                                                                           |
|  | Butastur indicus [en]                                                     |
|  |                                                                           |
|  | Butastur teesa                                                            |
|  |                                                                           |
|  | Butastur liventer [en]                                                    |
|  |                                                                           |

|  | Butastur teesa         |
|  |                        |
|  | Butastur liventer [en] |
|  |                        |

|  | \| \| Butastur teesa \| \| \| \| \| \| Butastur liventer [en] \| \| \| \| |
|  |                                                                           |
|  | Butastur indicus [en]                                                     |
|  |                                                                           |
|  | Butastur teesa                                                            |
|  |                                                                           |
|  | Butastur liventer [en]                                                    |
|  |                                                                           |

|  | Butastur teesa         |
|  |                        |
|  | Butastur liventer [en] |
|  |                        |

|  | Buteo        |
|  |              |
|  | Leucopternis |
|  |              |

|  | Geranoaetus     |
|  |                 |
|  | Pseudastur [en] |
|  |                 |

|  | Buteo        |
|  |              |
|  | Leucopternis |
|  |              |

|  | Geranoaetus     |
|  |                 |
|  | Pseudastur [en] |
|  |                 |

|  | Parabuteo |
|  |           |
|  | Rupornis  |
|  |           |

|  | Buteo        |
|  |              |
|  | Leucopternis |
|  |              |

|  | Geranoaetus     |
|  |                 |
|  | Pseudastur [en] |
|  |                 |

|  | Buteo        |
|  |              |
|  | Leucopternis |
|  |              |

|  | Geranoaetus     |
|  |                 |
|  | Pseudastur [en] |
|  |                 |

|  | Parabuteo |
|  |           |
|  | Rupornis  |
|  |           |

|  | Buteo        |
|  |              |
|  | Leucopternis |
|  |              |

|  | Geranoaetus     |
|  |                 |
|  | Pseudastur [en] |
|  |                 |

|  | Buteo        |
|  |              |
|  | Leucopternis |
|  |              |

|  | Geranoaetus     |
|  |                 |
|  | Pseudastur [en] |
|  |                 |

|  | Parabuteo |
|  |           |
|  | Rupornis  |
|  |           |

|  | Buteo        |
|  |              |
|  | Leucopternis |
|  |              |

|  | Geranoaetus     |
|  |                 |
|  | Pseudastur [en] |
|  |                 |

|  | Buteo        |
|  |              |
|  | Leucopternis |
|  |              |

|  | Geranoaetus     |
|  |                 |
|  | Pseudastur [en] |
|  |                 |

|  | Parabuteo |
|  |           |
|  | Rupornis  |
|  |           |

|  | \| \| Buteogallus \| \| \| \| \| \| Cryptoleucopteryx \| \| \| \| |
|  |                                                                   |
|  | Rostrhamus                                                        |
|  |                                                                   |
|  | Buteogallus                                                       |
|  |                                                                   |
|  | Cryptoleucopteryx                                                 |
|  |                                                                   |

|  | Buteogallus       |
|  |                   |
|  | Cryptoleucopteryx |
|  |                   |

|  | \| \| Buteogallus \| \| \| \| \| \| Cryptoleucopteryx \| \| \| \| |
|  |                                                                   |
|  | Rostrhamus                                                        |
|  |                                                                   |
|  | Buteogallus                                                       |
|  |                                                                   |
|  | Cryptoleucopteryx                                                 |
|  |                                                                   |

|  | Buteogallus       |
|  |                   |
|  | Cryptoleucopteryx |
|  |                   |

|  | Ictinia [en] |
|  |              |
|  | Geranospiza  |
|  |              |

|  | \| \| Buteogallus \| \| \| \| \| \| Cryptoleucopteryx \| \| \| \| |
|  |                                                                   |
|  | Rostrhamus                                                        |
|  |                                                                   |
|  | Buteogallus                                                       |
|  |                                                                   |
|  | Cryptoleucopteryx                                                 |
|  |                                                                   |

|  | Buteogallus       |
|  |                   |
|  | Cryptoleucopteryx |
|  |                   |

|  | \| \| Buteogallus \| \| \| \| \| \| Cryptoleucopteryx \| \| \| \| |
|  |                                                                   |
|  | Rostrhamus                                                        |
|  |                                                                   |
|  | Buteogallus                                                       |
|  |                                                                   |
|  | Cryptoleucopteryx                                                 |
|  |                                                                   |

|  | Buteogallus       |
|  |                   |
|  | Cryptoleucopteryx |
|  |                   |

|  | Ictinia [en] |
|  |              |
|  | Geranospiza  |
|  |              |

|  | Buteo        |
|  |              |
|  | Leucopternis |
|  |              |

|  | Geranoaetus     |
|  |                 |
|  | Pseudastur [en] |
|  |                 |

|  | Buteo        |
|  |              |
|  | Leucopternis |
|  |              |

|  | Geranoaetus     |
|  |                 |
|  | Pseudastur [en] |
|  |                 |

|  | Parabuteo |
|  |           |
|  | Rupornis  |
|  |           |

|  | Buteo        |
|  |              |
|  | Leucopternis |
|  |              |

|  | Geranoaetus     |
|  |                 |
|  | Pseudastur [en] |
|  |                 |

|  | Buteo        |
|  |              |
|  | Leucopternis |
|  |              |

|  | Geranoaetus     |
|  |                 |
|  | Pseudastur [en] |
|  |                 |

|  | Parabuteo |
|  |           |
|  | Rupornis  |
|  |           |

|  | Buteo        |
|  |              |
|  | Leucopternis |
|  |              |

|  | Geranoaetus     |
|  |                 |
|  | Pseudastur [en] |
|  |                 |

|  | Buteo        |
|  |              |
|  | Leucopternis |
|  |              |

|  | Geranoaetus     |
|  |                 |
|  | Pseudastur [en] |
|  |                 |

|  | Parabuteo |
|  |           |
|  | Rupornis  |
|  |           |

|  | Buteo        |
|  |              |
|  | Leucopternis |
|  |              |

|  | Geranoaetus     |
|  |                 |
|  | Pseudastur [en] |
|  |                 |

|  | Buteo        |
|  |              |
|  | Leucopternis |
|  |              |

|  | Geranoaetus     |
|  |                 |
|  | Pseudastur [en] |
|  |                 |

|  | Parabuteo |
|  |           |
|  | Rupornis  |
|  |           |

|  | \| \| Buteogallus \| \| \| \| \| \| Cryptoleucopteryx \| \| \| \| |
|  |                                                                   |
|  | Rostrhamus                                                        |
|  |                                                                   |
|  | Buteogallus                                                       |
|  |                                                                   |
|  | Cryptoleucopteryx                                                 |
|  |                                                                   |

|  | Buteogallus       |
|  |                   |
|  | Cryptoleucopteryx |
|  |                   |

|  | \| \| Buteogallus \| \| \| \| \| \| Cryptoleucopteryx \| \| \| \| |
|  |                                                                   |
|  | Rostrhamus                                                        |
|  |                                                                   |
|  | Buteogallus                                                       |
|  |                                                                   |
|  | Cryptoleucopteryx                                                 |
|  |                                                                   |

|  | Buteogallus       |
|  |                   |
|  | Cryptoleucopteryx |
|  |                   |

|  | Ictinia [en] |
|  |              |
|  | Geranospiza  |
|  |              |

|  | \| \| Buteogallus \| \| \| \| \| \| Cryptoleucopteryx \| \| \| \| |
|  |                                                                   |
|  | Rostrhamus                                                        |
|  |                                                                   |
|  | Buteogallus                                                       |
|  |                                                                   |
|  | Cryptoleucopteryx                                                 |
|  |                                                                   |

|  | Buteogallus       |
|  |                   |
|  | Cryptoleucopteryx |
|  |                   |

|  | \| \| Buteogallus \| \| \| \| \| \| Cryptoleucopteryx \| \| \| \| |
|  |                                                                   |
|  | Rostrhamus                                                        |
|  |                                                                   |
|  | Buteogallus                                                       |
|  |                                                                   |
|  | Cryptoleucopteryx                                                 |
|  |                                                                   |

|  | Buteogallus       |
|  |                   |
|  | Cryptoleucopteryx |
|  |                   |

|  | Ictinia [en] |
|  |              |
|  | Geranospiza  |
|  |              |

Eles se alimentam principalmente de gafanhotos, grilos e outros insetos grandes, além de camundongos, lagartos e sapos. Eles também podem comer caranguejos de áreas úmidas próximas e há relatos de que eles comem presas maiores, como a lebre-indiana (Lepus nigricollis).

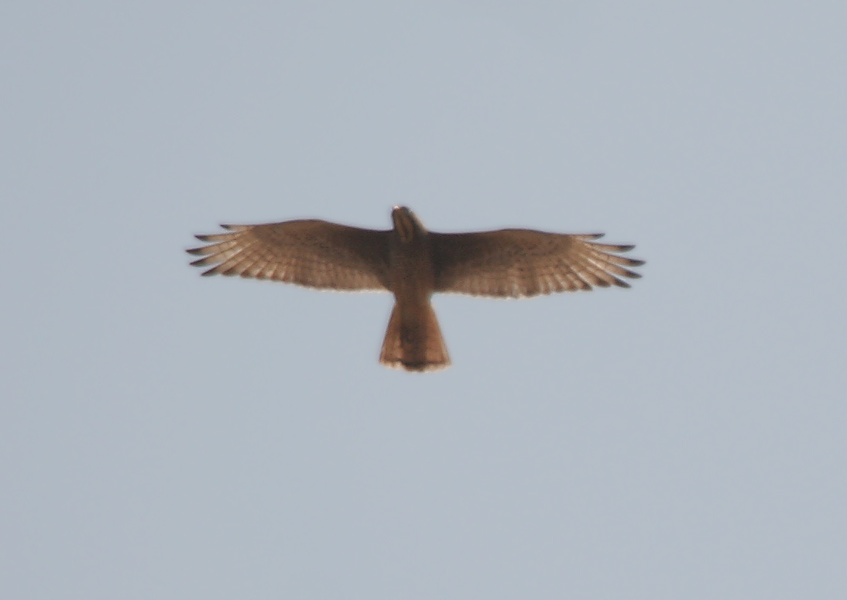
Em voo, o revestimento escuro das asas e a garganta branca são característicos na parte inferior.

A época de reprodução é de fevereiro a maio. O ninho é uma plataforma solta de galhos, não muito diferente da de um corvo, às vezes colocada em uma árvore sem folhas. A ninhada usual é de três ovos, que são brancos e geralmente não manchados. Ambos os sexos compartilham a construção do ninho e a alimentação dos filhotes; a fêmea sozinha incuba por cerca de 19 dias até que os ovos eclodam.
Uma espécie de platelminto endoparasita foi descrita no fígado dessa espécie. Uma espécie de nematoide, Contracaecum milvi, foi registrada no fígado e no estômago, enquanto espécies do filo Acanthocephala, Mediorhynchus gibson e Mediorhynchus fatimae, foram descritos no intestino de espécimes do Paquistão. Foram isolados protozoários que vivem na corrente sanguínea, pertencentes ao gênero Atoxoplasma. Como a maioria das aves, eles têm piolhos de aves ectoparasitas especializados, como o Colpocephalum zerafae, que também são conhecidos de outras aves de rapina. Um estudo sobre linhas de energia no Rajastão, em 2011, constatou que os bútios-de-olhos-brancos são a segunda ave de rapina mais comum morta por eletrocussão.

## Galeria

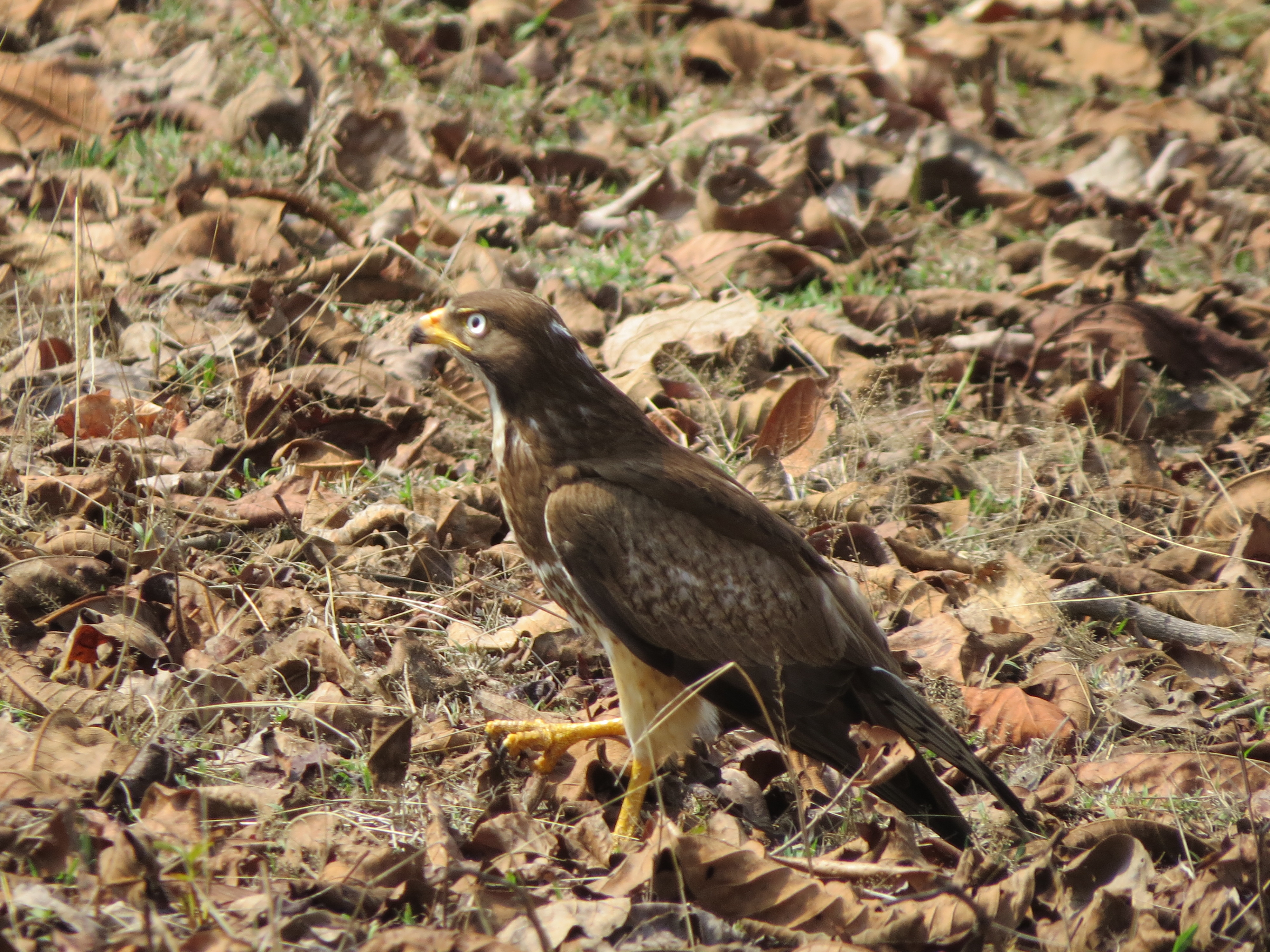
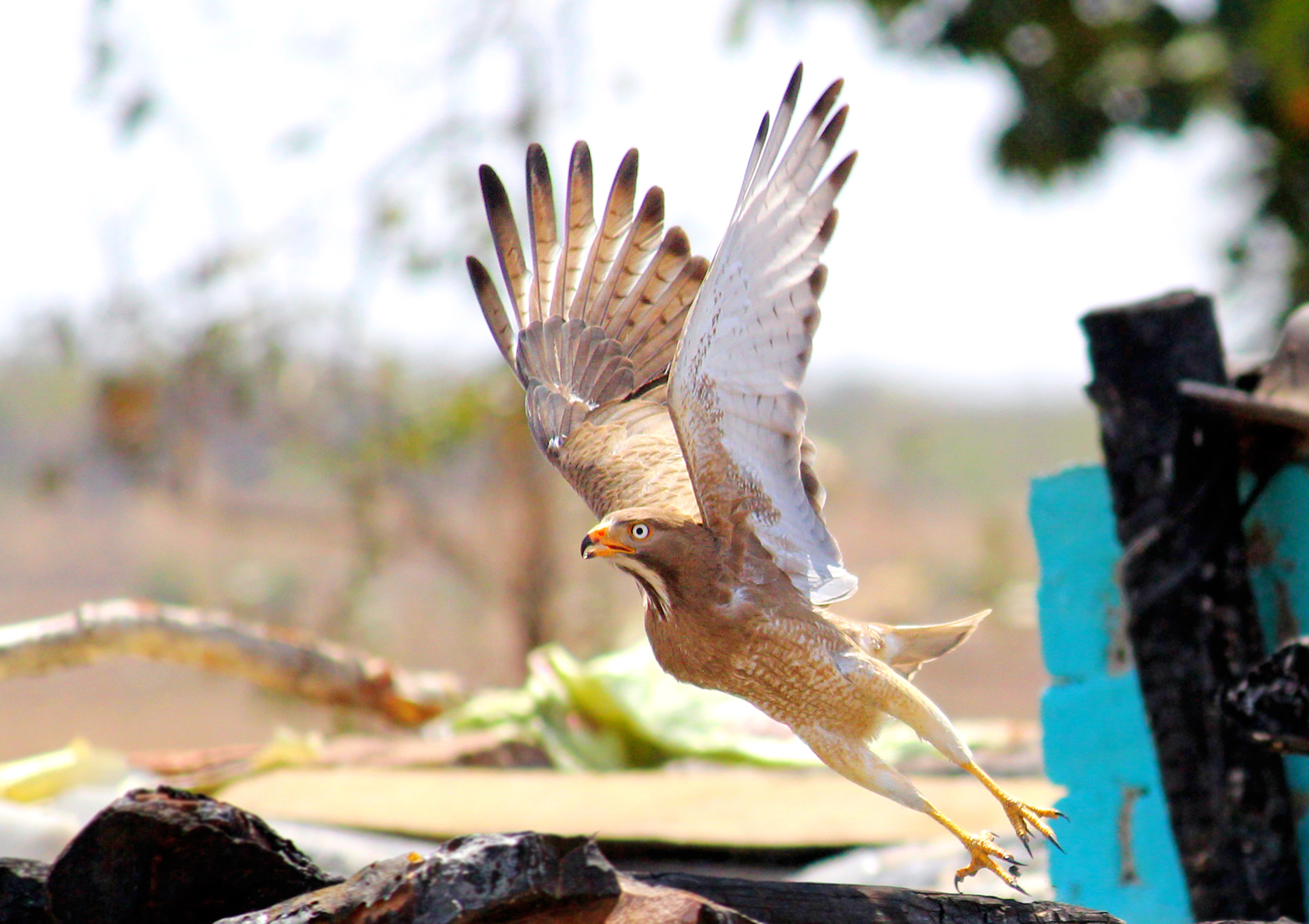